# Юність (стадіон, Горішні Плавні)
«Юність» — футбольний стадіон у місті Горішні Плавні (Полтавська область). Є домашньою ареною футбольного клубу «Гірник-спорт», який нині виступає в Першій лізі України. Місткість 2 500 місць, освітлення 200 люкс.
Стадіон є частиною спорткомплексу «Юність». Спорткомплекс було створено у 2005 році. У цей же час проведено капітальну реконструкцію стадіону.